# El Paso Holocaust Museum and Study Center
 
Le El Paso Holocaust Museum and Study Center en français : « centre d'étude et musée de l'Holocauste d'El Paso » est une institution américaine, ouverte en avril 1994, située à El Paso dans l'état du Texas.

Le musée et le centre d'enseignement furent créés par un rescapé des camps, Henry Kellen.

L'objectif pédagogique de cet établissement est l'enseignement sur le Troisième Reich , la Shoah et les mouvements de résistance pendant la Seconde Guerre mondiale. 

L'entrée au musée est gratuite et le financement de celui-ci est assuré par des dons et des subventions.